# Ringelai
Ringelai település Németországban, azon belül Bajorországban. Lakosainak száma 1928 fő (2023. december 31.). Ringelai Perlesreut, Freyung, Hohenau és Grafenau községekkel határos.

## Népesség
A település népessége az elmúlt években az alábbi módon változott:
| Lakosok száma | 692  | 699  | 1323 | 1641 | 1813 | 1936 | 1899 | 1880 | 1904 | 1928 |
|               | 1875 | 1900 | 1950 | 1970 | 1987 | 2013 | 2015 | 2017 | 2021 | 2023 |